# フゥリュー (海防戦艦)
| 竣工当時の「フゥリュー」 | |
| 艦歴                     | |
| 発注                     | シェルブール海軍造船所 |
| 起工                     | 1878年 |
| 進水                     | 1883年 |
| 就役                     | 1887年 |
| 退役                     | |
| その後                   | 解体処分 |
| 除籍                     | 1913年 |
| 前級                     | トナン |
| 次級                     | テリブル級 |
| 性能諸元（竣工時）       | |
| 排水量                   | 常備：4,650トン |
| 全長                     | 72.54m |
| 全幅                     | 17.83m |
| 吃水                     | 7.09m |
| 機関                     | 型式不明石炭専焼円缶8基 +型式不明レシプロ機関2基2軸推進                                                                                       |
| 最大出力                 | 4,600hp |
| 最大速力                 | 13.0ノット |
| 航続距離                 | -ノット/-海里（石炭:285トン） |
| 乗員                     | 235名 |
| 兵装                     | カネー 34cm（21口径）単装砲2基 オチキス 4.7cm（43.5口径）単装速射砲4基 オチキス 3.7cm（23口径）ガトリング機砲10基 35.6cm水上魚雷発射管単装2門 |
| 装甲                     | 鉄製 舷側：457mm（最大厚） 甲板：-mm（主甲板） 主砲塔：457mm バーベット部：457mm 司令塔：-mm（最大厚）                                        |

フゥリュー (Garde-côte cuirassé Furieux) は、フランス海軍の海防戦艦で同型艦はない。フランス海軍の正式名称は「装甲海防艦（ガルド・コート・キュイラッセ）」である。

## 概要
本級はフランス海軍が自国の沿岸警備のために造り上げた海防戦艦である。

## 艦形

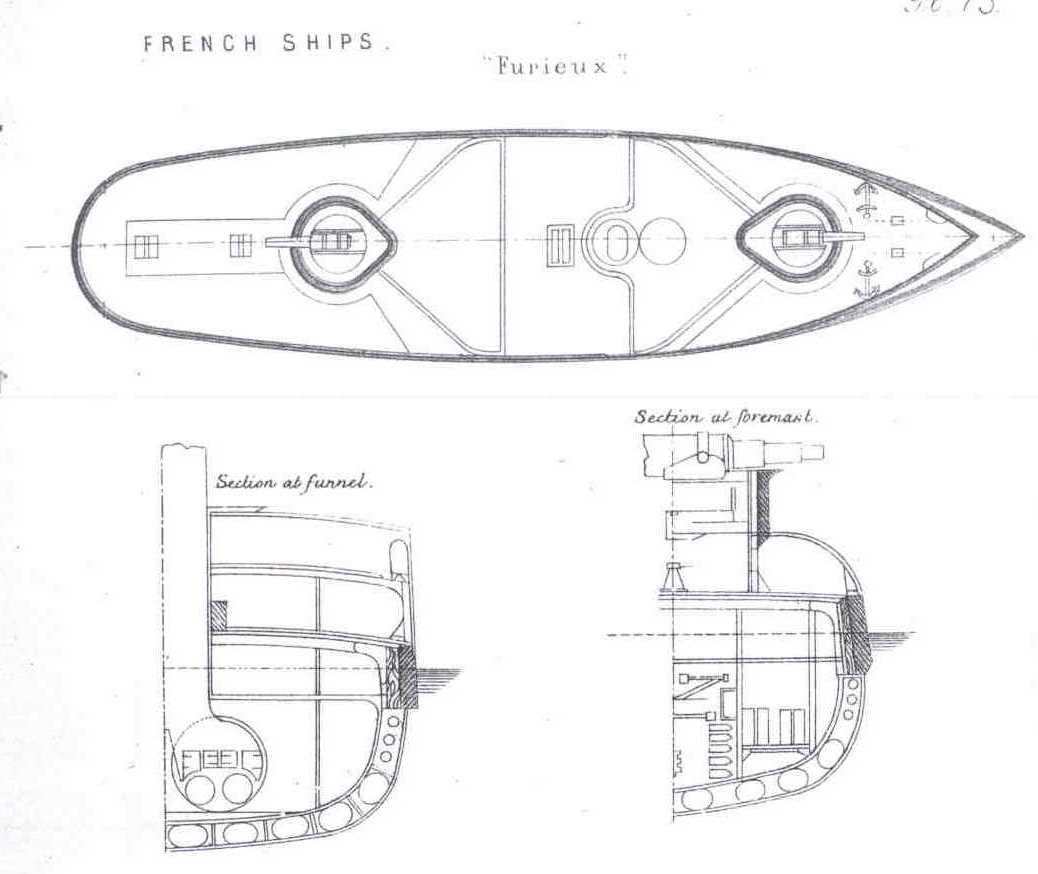
本艦の武装・装甲配置を示した。絞り込まれたタンブルホーム型船体のために舷側の砲塔が遮蔽物なく前方を指向できる。

船体形状は特徴的なタンブル・ホーム型船体となっている。これは、水線部から上の構造を複雑な曲線を用いて引き絞り、船体重量を軽減できる船体方式で、他国では帝政ロシア海軍やドイツ海軍、アメリカ海軍の前弩級戦艦や巡洋艦にも採用された。外見上の特徴として水線下部の艦首・艦尾は著しく突出し、かつ舷側甲板よりも水線部装甲の部分が突出すると言った特徴的な形状をしている。このため、水線下から甲板に上るに従って船体は引き絞られ甲板面積は小さくなっている。これは、備砲の射界を船体で狭められずに広い射界を得られることや、当時の装甲配置方式では船体の前後に満遍なく装甲を貼る「全体防御方式」のために船体が短くなればその分だけ装甲を貼る面積が減り、船体の軽量化が出来るという目的に採られた手法である。
水面部が突出した艦首から艦首甲板に34cm単装主砲塔が1基、司令塔を組み込んだ艦橋の背後に2本煙突が立ち、その周囲は艦載艇置き場となっており、艦載艇は2本1組のボート・ダビッドが片舷に1組ずつ計2組で運用された。艦載艇置き場を挟んで主ミリタリーマストが立つ。その後ろに34cm単装主砲塔が後向きに1基配置された。

## 参考図書
- 「Conway All The World's Fightingships 1860-1905」（Conway）
- 「Conway All The World's Fightingships 1906–1921」（Conway）
- 「世界の艦船増刊第38集　フランス戦艦史」（海人社）